# Влатко Хранотић
Влатко Хранотић је био српски властелин из средњег века у служби Вука Бранковића. 

## Биографија
Влатко Хранотић се пуним именом јавља само у једном запису, у рукопису с почетка или из прве половине 16. века. Вест у којој се Влатко помиње везана је за присуство Турака на територији Вука Бранковића. Влатко је обавестио Вука Бранковића да се турска војска сабрала на Владову код Мораве. Није могуће поуздано утврдити од када је ова вест, нити да ли се односи на период пре или после Косовске битке. Због тога није могуће ништа хронолошки поуздано рећи ни о самом Влатку. Постоји и новац који је ковао властелин Влатко. Две су врсте новца са натписом "Влатко" који уносе међу историчаре и нумизматичаре недоумице коме би их требало приписати. Прве две врсте новца објавио је још Шиме Љубић на основу отисака које је добио од Јанка Шафарика. Прва врста има само натпис "Влатко" док друга има на лицу новца испод имена ситнији натпис "ВУОС". Различита су мишљења коме их треба приписати, од Влатка Хранотића преко Влатка Ђурђевића-Радивојевића и Влатка Херцеговића. 
Такође је ктитор средњевековног манастира Псаче, у близини Криве Паланке, на територији данашње Северне Македоније. Манастир је подигнут за време владавине цара Душана, пре 1355. године.